# Arundel marbles

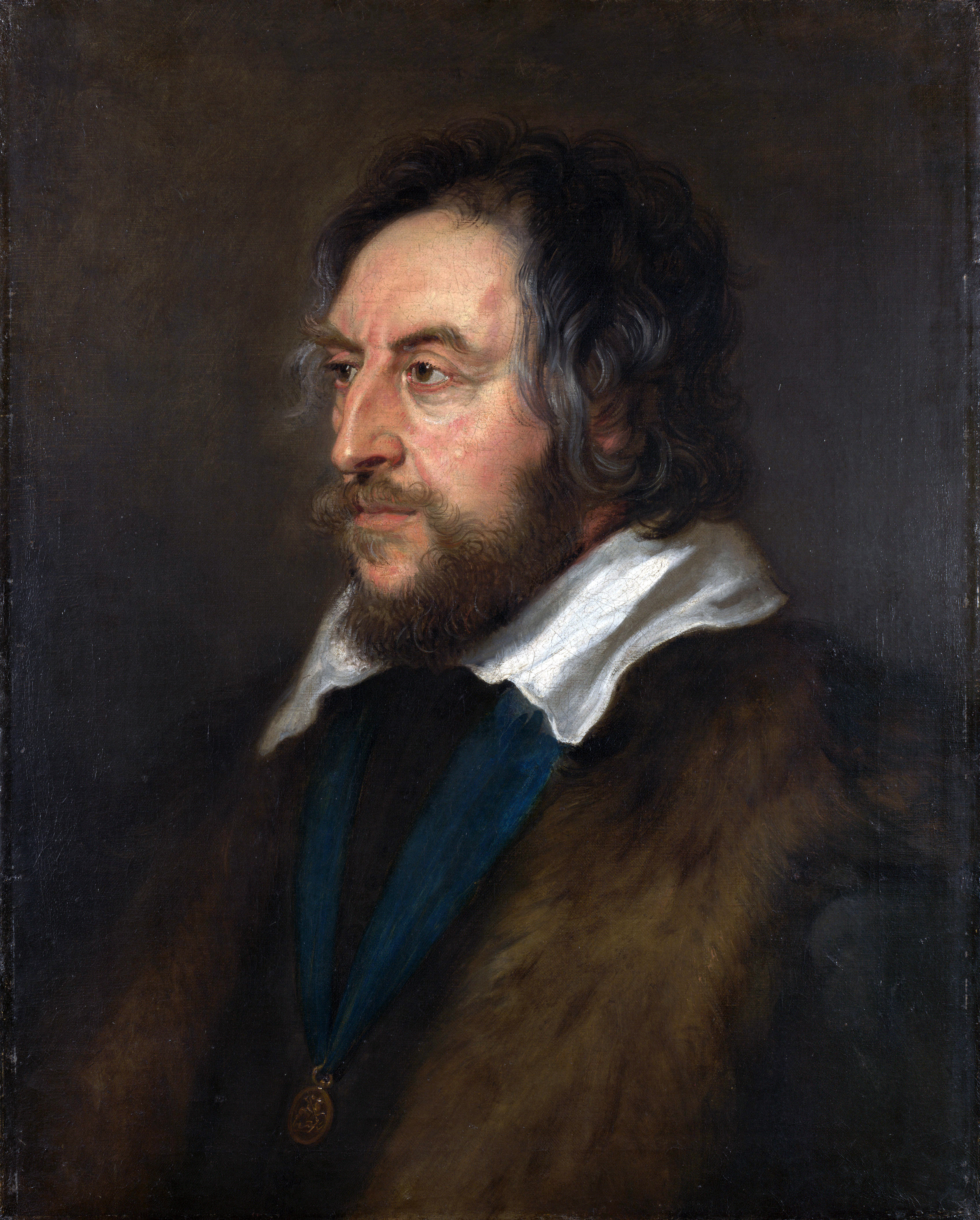
Thomas Howard, samlingens grundare

Arundel marbles är en samling av antika grekiska marmorföremål, grundad i början av 1600-talet av Thomas Howard, 21:e earl av Arundel, och 1667 skänkt till Oxfords universitet av stiftarens sonson, sedermera hertigen av Norfolk. Dess märkligaste nummer är den så kallade arundelska marmortavlan, en mycket skadad tavla av parisk marmor med en inskrift som omnämner de viktigaste tilldragelserna i Greklands historia från Kekrops dagar till år 354 f.Kr.